# Аллакулов, Хидирназар
Хидирназа́р Аллаку́лов (узб. Xidirnazar Olloqulov) — узбекский учёный-экономист, доктор экономических наук, профессор. Ректор Термезского государственного университета с мая 2002 года по июнь 2004 года.
В начале июня 2020 года объявил о начале процесса создания в Узбекистане Социал-демократической партии «Правда и прогресс» (узб. “Haqiqat va taraqqiyot” sotsial-demokratik partiyasi), и о своем желании баллотироваться кандидатом в президенты Узбекистан в следующих президентских выборах в 2021 году.

## Биография
Родился в 1956 году в Шурчинском районе Сурхандарьинской области. В 1976—1977 годах проходил военную службу в рядах советской армии на территории Чехословакии. Окончил Ташкентский институт народного хозяйства (сейчас Ташкентский государственный экономический университет). После окончания учёбы остался работать в этом институте преподавателем. После этого работал на различных должностях, в том числе преподавателем, заведующим кафедрой и проректором в Ташкентском финансовом институте. Окончил аспирантуру и докторантуру. В 1997 году обучался в Институте экономического развития Всемирного банка в США. В 1989 году защитил кандидатскую диссертацию на тему "Материальные условия  преодоления социально-классовых различий в социалистическом обществе". Как пишет сам Х.Аллакулов, методологической и теоретической основой данной научной работы послужили произведения классиков марксизма-ленинизма, положения программы КПСС и т.д. Это в то время, когда в 1989 году КПСС фактически престал существовать как ведущая общественная организация, а страны Прибалтики были уже юридически независимыми государствами... в Узбекистане широко развивался движения за независимость...      
Женат. У него четверо детей и семеро внуков.

### Деятельность
24 мая 2002 года Аллакулов назначен ректором Термезского государственного университета. 17 июня 2004 года он был снят с должности ректора Термезского государственного университета по подозрению в коррупции. В знак несогласия и протеста со своим увольнением, Аллакулов начал судиться и был оправдан. По его словам, большинство из участников дела об отстранении его от ректорства ныне занимают важные государственные посты. В июле 2019 года Хидирназар Аллакулов написал открытое письмо-возражение президенту Узбекистана Шавкату Мирзиёеву, подробно объяснив истинные причины своего увольнения, последующих угроз и судебных дел.
4 июня 2020 года на канале «Негатив» Ютубе было размещено очередное видео-интервью Хидирназара Аллакулова главному редактору газеты «Адабиёт» Бахтиёру Кариму под названием: «Негатив 81: Профессор Аллакулов хочет создать новую партию» («Негатив 81: Профессор Аллоқулов янги партия тузмоқчи»), в котором он объявил о начале процесса создания в Узбекистане новой Социал-демократической партии «Правда и прогресс» (узб. “Haqiqat va taraqqiyot” sotsial-demokratik partiyasi), ориентированную на секуляризм и принципы социал-демократии. В тот же день Хидирназар Аллакулов в интервью узбекской службе Радио «Свобода» подтвердил о начале процесса создания Социал-демократической партии «Правда и прогресс», повторно заявив, что если со стороны населения будет поддержка — то партии быть. Он также заявил, что хочет участвовать в президентских выборах. На эту новость среагировала также узбекская служба «Голоса Америки», которая выяснила, что в состав инициаторов создания политической партии вошли некоторые известные в Узбекистане учёные, преподаватели, журналисты, общественные деятели и деятели культуры.